# Dylan Kussman
Dylan Kussman (Los Angeles, 21 gennaio 1971) è un attore e sceneggiatore statunitense.

## Biografia
Nato e cresciuto a Los Angeles, ha studiato presso l'Università della California di Berkeley.
Ha debuttato al cinema nel 1989, a 18 anni, nel film L'attimo fuggente interpretando la parte dello studente Richard Cameron, ruolo che lo ha reso noto.
Nel 2008 si è trasferito nel Tennessee.

## Filmografia

### Attore

#### Cinema
- Lion's Den, cortometraggio, regia di John Ottman e Bryan Singer (1988)
- L'attimo fuggente (Dead Poets Society), regia di Peter Weir (1989)
- Shogun Mayeda (Kabuto), regia di Gordon Hessler (1991)
- Tuffo nel buio (Wild Hearts Can't Be Broken), regia di Steve Miner (1991)
- 93 Million Miles from the Sun, regia di Paul Budnitz (1996)
- Le vie della violenza (The Way of the Gun), regia di Christopher McQuarrie (2000)
- X-Men 2 (X2), regia di Bryan Singer (2003)
- Sex crimes 2 - Pronte a tutto (Wild Things 2), direct-to-video, regia di Jack Perez (2004)
- Monday, regia di Heidi Van Lier (2006)
- Ten 'til Noon, regia di Scott Storm (2006)
- One Day Like Rain, regia di Paul Todisco (2007)
- In amore niente regole (Leatherheads ), regia di George Clooney (2008)
- Jayne Mansfield's Car - L'ultimo desiderio (Jayne Mansfield's Car), regia di Billy Bob Thornton (2012), non accreditato
- Flight, regia di Robert Zemeckis (2012)
- Jack Reacher - La prova decisiva (Jack Reacher), regia di Christopher McQuarrie (2012)
- The Salience Project, regia di Stephen McClain (2014)
- La mummia, regia di Alex Kurtzman (2017)
- Richard Jewell, regia di Clint Eastwood (2019)

#### Televisione
- Dysenyland, serie televisiva, 1 episodio (1986)
- Il mio amico Ricky (Silver Spoons), serie televisiva, 1 episodio (1987)
- Punky Brewster, serie televisiva, 1 episodio (1988)
- Sposati... con figli (Married... with Children), serie televisiva, 1 episodio (1989)
- Una famiglia come le altre (Life Goes On), serie televisiva, 1 episodio (1990)
- Nash Bridges, serie televisiva, 1 episodio (1996)
- X-Files, serie televisiva, 1 episodio (2000)
- Senza traccia (Without a Trace), serie televisiva, 1 episodio (2008)
- Il fuggitivo (The Fugitive), serie televisiva, 2 episodi (2000)
- Roswell, serie televisiva, 1 episodio (2001)
- My Sister's Keeper, film per la tv, regia di Ron Lagomarsino (2002)
- Detective Monk (Monk), serie televisiva, 1 episodio (2005)
- Dr. House - Medical Division, serie televisiva, 1 episodio (2005)
- Cold Case - Delitti irrisolti (Cold Case), serie televisiva, 1 episodio (2007)
- The Steps, serie televisiva, 1 episodio (2010)
- Memphis Beat, serie televisiva, 1 episodio (2010)
- Drop Dead Diva, serie televisiva, 1 episodio (2010)
- One Tree Hill, serie televisiva, 3 episodio (2010)
- Vital Signs, serie televisiva, 3 episodi (2016)

### Sceneggiatore
- La mummia, regia di Alex Kurtzman (2017)

## Doppiatori italiani
Nelle versioni in italiano delle opere in cui ha recitato, Dylan Kussman è stato doppiato da:
- Marco Guadagno in L'attimo fuggente
- Massimiliano Alto in Tuffo nel buio
- Patrizio Cigliano in X-Files
- Pierluigi Astore in Dr. House - Medical Division
- Marco De Risi in Detective Monk
- Massimo Bitossi in Senza traccia
- Roberto Certomà in Richard Jewell